# Юли
 Тази статия е за календарния месец.  За германската музикална група вижте Юли (група).  
Юли е името на седмия месец от годината според григорианския календар и има 31 дни.

## Етимология
Месец юли е кръстен на римския политик Юлий Цезар, тъй като той се е родил през този месец. На латински месецът е бил известен като квинтилис, тъй като е петият месец според римския календар, който започва през март.
Старото славянско име на месеца е било  (червен). Това название е свързано с вид червей, който хората събирали през този месец, за да направят от него червена боя.
Прабългарите наричали седмия месец в годината Сетем.

## Събития през юли
Първата събота на месеца - Международен ден на кооперативите (от 1992 г., ООН)

## Любопитно
Всяка година месец юли започва на същия ден от седмицата, на който започва април. Когато годината е високосна, юли и януари започват на един и същ ден от седмицата.